# 梅麗莎裸吻魚
梅麗莎裸吻魚（學名：Psilorhynchus melissa）為輻鰭魚綱鯉形目裸吻魚科的一個種，分布於亞洲緬甸安昌河上游流域，體長可達5公分，棲息在沙石底質、水流快速的溪流，屬底棲性，生活習性不明。